# Gordon Dump Cemetery
Gordon Dump Cemetery is een Britse militaire begraafplaats met gesneuvelden uit de Eerste Wereldoorlog, gelegen in de Franse gemeente Ovillers-la-Boisselle in het departement (departement Somme). De begraafplaats werd ontworpen door Herbert Baker en ligt langs de weg van La Boisselle naar Contalmaison op 1,3 km ten zuidoosten van het centrum van Ovillers (Église Saint-Vincent). Het terrein ligt op een lichte helling en heeft een nagenoeg trapeziumvormig grondplan met aan de noordwestelijke zijde een gebogen uitsprong waarin op een getrapte sokkel het Cross of Sacrifice staat. Centraal staat de Stone of Remembrance. De begraafplaats wordt aan drie zijden begrensd door een natuurstenen muur en aan de voorzijde door een haag met een metalen hekje tussen witte stenen sokkels als toegang.    
Er liggen 1.676 doden begraven waaronder 1.053 niet geïdentificeerde.
De begraafplaats wordt onderhouden door de Commonwealth War Graves Commission.
Op het grondgebied van de gemeente liggen ook nog de Britse begraafplaatsen Pozieres British Cemetery en Ovillers Military Cemetery.

## Geschiedenis
De gemeente bestaat uit de twee dorpen La Boisselle en Ovillers.
Op 1 juli 1916, de eerste dag van de Slag aan de Somme, viel de 8th Division Ovillers en de 34th Division La Boisselle aan. De dorpen werden niet veroverd, maar het terrein tussen de dorpen ten zuiden van La Boisselle wel. Op 4 juli ontruimde de 19th (Western) Division La Boisselle en op 7 juli veroverden de 12th (Eastern) en de 25th Divisions een deel van Ovillers, waarna het dorp op 17 juli werd bevrijd door de 48th (South Midland) Division.
Beide dorpen gingen verloren tijdens het Duitse lenteoffensief in maart 1918, maar ze werden op 24 augustus heroverd door de 38th (Welsh) Division. Perceel I van de begraafplaats werd na 10 juli 1916 door gevechtseenheden aangelegd en afgesloten in september daaropvolgend. Toen lagen er 95 doden, voornamelijk Australische.
Na de wapenstilstand werd de begraafplaats uitgebreid met graven die werden samengebracht vanuit de slagvelden in de omgeving en rondom de begraafplaats.
De begraafplaats werd ook soms Sausage Valley Cemetery genoemd, naar de naam die werd gegeven aan de brede, ondiepe vallei die neerwaarts naar Becourt leidt.
Onder de geïdentificeerde slachtoffers zijn er 533 Britten, 87 Australiërs, 2 Canadezen en 1 Indiër. Voor 34 slachtoffers werden Special Memorials opgericht omdat hun lichamen niet meer gelokaliseerd konden worden en men neemt aan de ze zich onder naamloze grafzerken bevinden.

## Graven

### Onderscheiden militairen
- Donald Simpson Bell, onderluitenant bij het Yorkshire Regiment werd onderscheiden met het Victoria Cross (VC).
- Graham Bromhead Bosanquet, majoor bij het Gloucestershire Regiment; John Hamilton Betts, kapitein bij het Manchester Regiment; Arthur Beats Hatt, kapitein bij de Somerset Light Infantry; Thomas Leslie Jackson, kapitein bij het Cheshire Regiment; John Woodall Marshall, luitenant bij de Northumberland Fusiliers en H. Davies, compagnie sergeant-majoor bij het East Yorkshire Regiment werden onderscheiden met het Military Cross (MC).
- de sergeanten N. Walshaw, J. Whiteley, Albert Frederick Cawston, P. Hennessy, J. Hood, Ernest Ralph Smith, F.W. Taylor en I.L. Williams en de soldaten H.E. Franklin en Myer Freedman werden onderscheiden met de Military Medal (MM).

### Alias
- kanonnier Robert Ferris diende onder het alias C. Belsham bij de Royal Garrison Artillery.